# Isolotti Guarda
Gli isolotti Guarda, chiamati anche isole di Mamano insieme alla vicina Mamano, sono due isolotti disabitati della Croazia e si chiamano singolarmente Guardia Primo (in croato Sridnjak) e Guardia Secondo (Šailovac). Fanno parte dell'arcipelago delle isole Quarnerine e sono situati a nord dell'isola di Arbe e a ovest della costa dalmata.
Amministrativamente appartengono alla città di Arbe, nella regione litoraneo-montana.

## Geografia
Nel punto più ravvicinato, gli isolotti Guarda distano 13,7 km dalla terraferma. Situati nel Quarnarolo, distano 200 m dalla costa nordoccidentale dell'isola di Arbe.
Gli isolotti Guarda si trovano poco a ovest di Mamano (Maman), all'ingresso della valle di San Pietro (Supetarska draga).
Guardia Primo, il minore tra i due, si trova tra Mamano e Guardia Secondo, ha una forma a birillo con la parte stretta che punta a nordest e misura 160 m di lunghezza e 110 m di larghezza massima; possiede una superficie di 0,012 km² e ha uno sviluppo costiero pari a 0,477 km. Nella parte centrale, raggiunge la sua elevazione massima di 18 m s.l.m. (44°48′43″N 14°42′04″E)
Guardia Secondo, si trova a sudest di Guardia Primo e poco a nord della baia Dumici (Dumići), ha una forma irregolare ed è orientata in direzione nordovest-sudest. Misura 195 m di lunghezza e 160 m di larghezza massima; possiede una superficie di 0,0215 km² e ha uno sviluppo costiero pari a 0,648 km. Nella parte centrale, raggiunge la sua elevazione massima di 19 m s.l.m. (44°48′36.5″N 14°42′19.5″E)